# Minas de Riotinto
Minas de Ríotinto là một thị trấn và đô thị ở tỉnh Huelva, Tây Ban Nha. Theo điều tra dân số năm e 2005. thị trấn này có 4.478 người. Năm 2007, ước dân số là 4.281 người. Thị trấn này có diện tích 24 km² và mật độ dân số 186,6 người/km². Tọa độ địa lý là 37º 41' độ vĩ bắc, 6º 35' độ kinh đông. Thị trấn này nằm ở độ cao 416m trên mực nước biển và cách tỉnh lỵ Huelva 74 km.